# US Forbach
Die Union Sportive de Forbach 1909 (kurz US Forbach) ist ein Fußballverein aus dem lothringischen Forbach.
Die Vereinsfarben sind Blau und Weiß.  Die Ligaelf bestreitet ihre Heimspiele im 1923 eingeweihten Stade du Schlossberg, das über 5.400 Plätze verfügt.
In der Saison 2019/20 tritt sie in der sechstklassigen Regional 1B Lorraine im Bezirk Ligue du Grand Est de Football an.

## Geschichte und Ligazugehörigkeit
Gegründet wurde der Verein 1909 im damaligen deutschen Reichsland Elsass-Lothringen als Sport-Club Forbach. Er entstand aus der Fusion dreier örtlicher Vereine, nämlich des FC Phönix, des FC Triumph und des FC Hansa. Nachdem Lothringen nach dem Ersten Weltkrieg wieder zu Frankreich gehörte, nahm er 1919 seinen noch heute gültigen Namen an. Schon Anfang der 1920er und erneut in den 1930er Jahren schaffte es der Amateurklub mehrfach bis in die landesweite Hauptrunde im französischen Vereinspokalwettbewerb.
Nach dem deutschen Einmarsch 1940 und der anschließenden Besetzung weiter Teile Frankreichs gehörte Forbach wie das gesamte Département Moselle zum „CdZ-Gebiet Lothringen“, wurde aber bis zur Befreiung des Landes Ende 1944 nicht – wie eigentlich beabsichtigt – in den neuen „Reichsgau Westmark“ eingegliedert. Im Fußball hingegen wurde diese Eingliederung 1941 vollzogen; die US Forbach war allerdings nicht spielstark genug für die Gauliga Westmark.
Ihre sportlich erfolgreichste Zeit hatten die Forbachois ab 1957, als der USF der Aufstieg in die Division 2 gelang und sie dazu professionellen Status annahm. Ihre beste Platzierung gelang gleich in der Debütsaison, die sie als Sechster abschloss. Am Ende der Saison 1965/66 zog sich der Verein angesichts magerer Einnahmen freiwillig aus der zweiten Liga zurück und nahm wieder Amateurstatus an. Im Pokal erreichte die Mannschaft in sieben dieser neun Jahre die erste Hauptrunde, kam dabei viermal ins Sechzehntelfinale (1959, 1961, 1964 und 1966) und 1960 – nach zwei 4:1-Siegen über die beiden Erstligisten FC Metz und Racing Lens – sogar unter die besten 16 Mannschaften. Dort unterlag US Forbach dem späteren Pokalsieger AS Monaco erst in der Verlängerung mit 2:3. Außerdem erreichte die Mannschaft 1964 das Endspiel in der Coupe Drago; darin behielt der FC Sochaux dann aber deutlich die Oberhand.
Von 1966 bis 1971, 1978 bis 1980 und zuletzt 1985/86 sowie 1987 bis 1989 spielte die USF zumindest noch drittklassig. In den zurückliegenden zwei Jahrzehnten pendelte sie nur noch zwischen viert- und sechsthöchster Spielklasse, erreichte aber als Viertligist noch einmal 1993 das Pokal-Sechzehntelfinale. Auch 2003, 2006 und 2011 stand sie, jeweils als Fünftligist, wieder in der landesweiten Hauptrunde. Von 2006 bis 2010 bestritt die erste Mannschaft ihre Punktspiele hingegen sogar nur in der sechsthöchsten Klasse (Division d’Honneur). Eine beabsichtigte Fusion mit dem Nachbarverein Société Gymnastique Marienau scheiterte 2010 an der Ablehnung durch Marienaus Mitglieder. In der Coupe de France 2010/11 erreichte der Verein die Runde der letzten 32 Mannschaften, schied aber mit 1:3 gegen den Erstligisten und späteren Meister OSC Lille vor 6.000 Zuschauern im ausverkauften Stade du Schlossberg aus.

## Erfolge
- Finalist der Coupe Drago: 1964

## Bekannte ehemalige Spieler und Trainer
- Guillaume Bieganski, Spieler 1963 bis 1965
- Samir Louadj, Spieler in den Saisons 2002/03, 2006/07 sowie 2008 bis 2010
- Aimé Nuic, Trainer 1968 bis 1970
- Julien Stopyra, Spieler 1964 bis 1966
- Sékou Touré, Spieler 1960/61